# Deformación por fluencia lenta
La deformación por fluencia lenta (en inglés, creep 'reptar, arrastrarse, deslizarse despacio') se debe al incremento de deformación que sufre un material viscoelástico cuando está sometido a una tensión mecánica constante σ0.

## Introducción
La tensión constante se aplica desde el instante t = 0, provocando deformaciones lentas o retardadas ε0 aunque dicha tensión esté por debajo de la tensión de fluencia o de fallo. Este fenómeno se presenta en materiales viscoelásticos, como los polímeros, y resulta de mucha importancia en el hormigón pretensado.
La deformación por fluencia viscosa o lenta es más severa en materiales que están sometidos a calor durante largos periodos, y generalmente incrementa según se acerca al punto de fusión. Si se aplican a un material metálico cargas pequeñas,dentro del rango elástico, a altas temperaturas y durante un tiempo prolongado, se observará que la deformación no desaparece completamente al retirar la carga. Persiste una pequeña deformación que no es consecuencia de un alargamiento de los granos, sino de un ligero desplazamiento de algunos granos respecto de otros. A este fenómeno se lo denomina "fluencia viscosa" o en inglés "creep".
La velocidad de deformación es función de las propiedades de los materiales, tiempo de solicitación, temperatura y carga aplicada. Dependiendo de la magnitud de la tensión aplicada y su duración, la deformación puede volverse tan grande que el componente ya no puede desempeñar su función — por ejemplo, la fluencia lenta de un álabe de una turbina hará que toque la carcasa, resultando en el fallo de la misma.Esta fluencia es típicamente un factor de diseño crítico para ingenieros al evaluar componentes que operan bajo grandes solicitaciones o altas temperaturas. Sin embargo esta fluencia puede ser o no un mecanismo de fallo estructural. Por ejemplo, la fluencia viscosa (o lenta) moderada del hormigón a veces es beneficiosa al liberar tensiones que podrían, de otra manera provocar roturas.
Los rangos de temperatura donde ocurre esta fluencia difiere según el material. Por ejemplo, el tungsteno requiere miles de grados antes de que pueda ocurrir su fluencia lenta, mientras que el hielo puede fluir a temperaturas cercanas a 0 °C (32 °F) siendo las lenguas glaciares ejemplos de fluencia lenta del hielo. Como regla general, los efectos se vuelven apreciables en torno al 30% de la temperatura de fusión (medida en una escala de temperatura absoluta como la Kelvin o Rankine) para metales, y 40–50% de la temperatura de fusión para cerámicas. Esencialmente cualquier material fluirá viscosamente acercándonos a su temperatura de fusión. Materiales de baja temperatura de fusión como algunos metales con esta propiedad, incluyendo algunas soldaduras (estaño) pueden fluir lentamente a temperatura ambiente. Este efecto es apreciable en las antiguas tuberías de agua caliente de plomo, viendo cómo estas se comban entre apoyos tras el paso de los años (del orden de 50-70 años).
Otro caso interesante donde puede producirse fallo por este mecanismo es en los filamentos de las bombillas.

## Función de fluencia lenta
En un material viscoelástico lineal general la relación entre tensiones y deformaciones puede escribirse como ecuación integral en la forma:

{\displaystyle \varepsilon (t)={\frac {\sigma (t)}{E_{0,C}}}+\int _{0}^{t}K(t-\tau ){\dot {\sigma }}(\tau )\ d\tau }

Donde la función {\displaystyle K(\cdot )} es la llamada función de fluencia lenta, integrando por partes se puede escribir alternativamente la ecuación anterior como:

{\displaystyle \varepsilon (t)={\frac {\sigma (t)}{E_{0,C}}}+\left[\sigma (t)K(0)-\sigma (0)K(t)\right]+\int _{0}^{t}{\dot {K}}(t-\tau )\sigma (\tau )\ d\tau }

Esta última ecuación permite calcular como deformación por fluencia lenta, suponiendo que:

{\displaystyle \sigma (t)=\sigma _{0},\qquad \varepsilon (t)={\frac {\sigma _{0}}{E_{0,C}}}+\Delta \varepsilon (t)}

para todo t > 0 se tiene que:

{\displaystyle \Delta \varepsilon (t)=\sigma _{0}\left[(K(0)-K(t))+\int _{0}^{t}{\dot {K}}(t-\tau )\ d\tau \right]}

Por lo que la llamada función de fluencia lenta caracteriza cuanto es la deformación adicional de un material viscoelástico sometido a tensión constante.

## Ejemplos
Para algunos materiales viscoelásticos la deformación en función de la tensión, la deformación puede ser descrita como:

{\displaystyle \epsilon (t)=\epsilon _{0}(\sigma _{0})+\Psi (t,\sigma _{0})+{\frac {t}{\eta (\sigma _{0})}}\sigma _{0}}